# 铜陵化学工业集团
铜陵化学工业集团有限公司（英文：TONGHUA GROUP，简称：铜化集团），是安徽省铜陵市国资委监管的铜陵市属国有企业，于1991年由原铜陵市新桥硫铁矿、铜陵磷铵厂、铜陵市铜官山化工总厂和铜陵市有机化工厂4家企业合并组建而成，主要经营范围包括化肥、农资、有机化工、无机化工及颜料产品生产与销售。
集团现有全资、控股子公司28家，其中上市公司两家：六国化工（上交所：600470）和安纳达（深交所：002136）。
根据中国石油和化学工业联合会、中国化工企业管理协会发布的2017中国石油和化工企业500强榜单显示，铜化集团位列全国第173位。根据安徽省企业联合会发布的2017安徽省百强企业榜单显示，铜化集团以96.24亿元营业收入位列安徽百强企业第44位。